# C. J. Voker
Sara Bridlav (engl. Sarah Breedlove; 1867 – 1919) bila je inovatorka kozmetičkih sredstava za afroamerikanke. 
C.J. Voker, rođena je kao kći robova u Delti, u državi Luizijana. Još kao dete, ostala je bez oba roditelja. Često je menjala porodice u kojima je odrastala, uglavnom zbog zlostavljanja i neprimerenog tretiranja. Udala se sa 14 godina, a sa 18 postala je majka. Ostala je bez muža, kada joj je kći Lejla imala samo 2 godine. 
Mozesa Mek Vijiljamsa, supruga C. J. Voker linčovali su pripadnici jedne rasističke grupe. 
Kao samohrana majka, radila je kao kuvarica i kućna pomoćnica, kako bi svojoj ćerki Lejli obezbedila egzistenciju. Usled velike izloženosti stresu, opala joj je kosa, što je uticalo da C.J. Voker bude inovatorka najefikasnijeg preparata za rast kose u to vreme. Tada nije ni slutila da će ovaj preparat biti samo prvi u nizu proizvoda koji će njena kompanija “Madam CJ Walker Manufacturing” proizvoditi za afroamerikanke širom američkog kontinenta. 
Razvijajući poseban sistem prodaje svojih proizvoda metodom “od vrata do vrata”, Madam C.J. Voker, 1908. godine osnovala je “Leila College” u Pitsburgu, gde je obučavala prodaji žene širom amerike. Za samo dve godine, u prodajnoj mreži kompanije, bilo je zaposleno više od 1000 žena, koje su kompaniju učinile jednom od najuspešnijih u kozmetičkoj industriji.
Za samo 9 godina, C.J. Volker, uspela je da postane prva milionerka afroameričkog porekla, koja je bogatstvo stekla svojim izumom i napornim radom. Priznanje za uspeh dobila je od Ginisove knjige rekorda koja je zabeležila taj podatak. Više izvora spominje da iako su druge žene (poput Meri Elen Plezant) možda bile prve, njihovo bogatstvo nije tako dobro dokumentovano. U trenutku smrti, smatrana je najbogatijom afroameričkom poslovnom ženom i najbogatijom crnkinjom koja je sama oformila svoj život.

## Rani život
Sara Bridlav je rođena 23. decembra 1867. u blizini Delte, Luizijana. Njeni roditelji su bili Oven i Minerva (Anderson) Bridlav. Imala je petoro braće i sestara, uključujući stariju sestru Luveniju i četiri brata: Aleksandra, Džejmsa, Solomona i Ovena mlađeg. Robert V. Barni, prvenstveno evropskog porekla, porobio je njenu stariju braću i sestre na svojoj plantaži u župi Medison. Sara je bila prvo dete u svojoj porodici rođeno na slobodi nakon što je predsednik Abraham Linkoln potpisao Proklamaciju o emancipaciji. Njena majka je umrla 1872, verovatno od kolere (epidemija je putovala sa rečnim putnicima uz Misisipi, dostigavši Tenesi i srodna područja 1873). Njen otac se ponovo oženio, ali je umro godinu dana kasnije.
Ostala je siroče sa sedam godina. Sara se preselila u Viksburg, u državi Misisipi, sa 10 godina, gde je živela sa Luvenijom i svojim šurakom Džesijem Pauelom. Počela je da radi kao dete kao kućna sluškinja. „Imala sam malo ili nikakvu priliku kada sam krenula u život, pošto sam ostala siroče, bez majke i oca od svoje sedme godine“, često je pričala. Takođe je pričala da je imala samo tri meseca formalnog obrazovanja, koje je stekla na časovima pismenosti u nedeljnoj školi u crkvi koju je pohađala tokom svojih ranijih godina.

## Brak i porodica
Godine 1882, sa 14 godina, Sara se udala za Mojsija Makvilijamsa, čiji uzrast nije poznat, kako bi izbjegla zlostavljanje od svog zeta Džesija Pauela. Sara i Mojsije su imali jednu ćerku, Leliju Makvilijams, koja je rođena 6. juna 1885. Kada je Mojsije umro 1887, Sara je imala dvadeset godina, a Lelija dve godine. Sara se ponovo udala 1894, ali je napustila svog drugog muža Džona Dejvisa oko 1903.
U januaru 1906. Sara se udala za Čarlsa Džozefa Vokera, novinskog prodavca reklama koga je poznavala u Sent Luisu, Misuri. Kroz ovaj brak, postala je poznata kao Madam C. J. Voker. Par se razveo 1912. godine; Čarls je umro 1926. Lelija Makvilijams je usvojila prezime svog očuha i postala poznata kao A'Lelija Voker.

## Karijera
Godine 1888, ona i njena ćerka su se preselile u Sent Luis, gde su živela tri njena brata. Sara je našla posao kao pralja, zarađujući jedva više od jednog dolara dnevno. Bila je odlučna da zaradi dovoljno novca da svojoj ćerki obezbedi formalno obrazovanje. Tokom 1880-ih, živela je u zajednici u kojoj se razvijala ragtajm muzika; pevala je u Afričkoj metodističkoj episkopalnoj crkvi Svetog Pavla i počela je da žudi za obrazovanim životom dok je posmatrala zajednicu žena u svojoj crkvi.
Sara je patila od teške peruti i drugih tegoba kože glave, uključujući ćelavost, zbog kožnih poremećaja i upotrebe oštrih proizvoda za čišćenje kose i pranje odeće. Ostali faktori koji su doprineli njenom gubitku kose uključivali su lošu ishranu, bolesti, retko kupanje i pranje kose u vreme kada većina Amerikanaca nije imala pristup unutrašnjim vodovodnim instalacijama, centralnom grejanju i struji.
U početku je Sara naučila o nezi kose od svoje braće, koji su bili berberi u Sent Luisu. Otprilike u vreme održavanja Prodajne izložbe u Luizijani (Svetski sajam u Sent Luisu 1904. godine), postala je zastupnik za prodaju proizvoda za Eni Malon, afroameričku preduzetnicu za negu kose, milionerku i vlasnicu kompanije Poro. Prodaja na izložbi je bila razočaravajuća, jer je afroamerička zajednica u velikoj meri ignorisana.
Dok je radila za Malon, koji će kasnije postati Vokerov najveći rival u industriji nege kose, Sara je počela da stiče svoja nova znanja i razvija sopstvenu liniju proizvoda. U julu 1905. godine, kada je imala 37 godina, Sara i njena ćerka su se preselile u Denver, u Koloradu, gde je nastavila da prodaje proizvode za Malon i razvija sopstveni biznis za negu kose. Razvila se kontroverza između Eni Melon i Sare, jer je Melon optužila Saru da je ukrala njenu formulu, mešavinu želatinoznog vazelina i sumpora koja je bila u upotrebi stotinak godina.

## Literatura
- Gugin, Linda C.; St. Clair, James E. (2015). Indiana's 200: The People Who Shaped the Hoosier State. Indianapolis: Indiana Historical Society Press. стр. 360. ISBN 978-0-87195-387-2.
- Bundles, A'Lelia Perry (2001). On Her Own Ground: The Life and Times of Madam C. J. Walker. Scribner. ISBN 978-0-7434-3172-9.
- Freeman, Tyrone McKinley (2020). Madam C. J. Walker's Gospel of Giving: Black Women's Philanthropy During Jim Crow. University of Illinois Press. ISBN 978-0-252-08535-2.
- Bundles, A'Lelia Perry (2013). Madam Walker Theatre Center: An Indianapolis Treasure. Images of America. Charleston, SC: Arcadia Publishing. ISBN 978-1-4671-1087-7.
- Sullivan, Otha Richard; Haskins, James, ур. (2002). „Madam C.J. Walker (1867–1919)”. African American Women Scientists and Inventors. San Francisco: Jossey-Bass. стр. 25–30. ISBN 9780471387077.

### Juvenilna publicistika
- Bundles, A'Lelia (2017). All about Madam C. J. Walker. Indianapolis, Indiana: Blue River Press. ISBN 9781681570938. OCLC 1017967685.
- Bundles, A'Lelia Perry (2008). Madam C. J. Walker: Entrepreneur. Black Americans of Achievement (Legacy изд.). New York: Chelsea House. ISBN 978-1-60413-072-0.
- Colman, Penny (1994). Madam C. J. Walker: Building a Business Empire. Gateway Biography. Brookfield, CT: The Millbrook Press. ISBN 9781562943387.

### Beletristika za odrasle
- Due, Tananarive (2000). The Black Rose: The Dramatic Story of Madam C. J. Walker, America's First Black Female Millionaire. Ballantine Books. ISBN 978-0-345-44156-0.

## Spoljašnje veze
- Званични веб-сајт
- Madam C J Walker – Successful Business Woman на веб-сајту
- Stanley Nelson Interviews Madam C. J. Walker's Great Grand Daughter на веб-сајту  (Walker's political activism and philanthropy)
- Sara Bridlav na
- Sara Bridlav na
- On Her Own Ground: Madame C. J. Walker. C-SPAN. January 27, 2001. (Book discussion)
- Madam Walker Research in the National Archives на веб-сајту
- The Legacy of Madam Walker на веб-сајту  (Part 1)
- Madam C J Walker на веб-сајту  (Indiana Bicentennial Minute, 2016)
- Madam C J Walker Estate на веб-сајту  (Part 1 of 5) Villa Lewaro, Irvington-on-Hudson, New York
- Michals, Debra. "Madam C. J. Walker". National Women's History Museum. 2015.